# Puchar Świata w narciarstwie alpejskim 1973/1974
Sezon 1973/1974 Pucharu Świata w narciarstwie alpejskim rozpoczął się 3 grudnia 1973 we francuskim Val d’Isère, a zakończył 10 marca 1974 w czechosłowackich wówczas Wysokich Tatrach. Rozegrano 17 konkurencji dla kobiet (5 zjazdów, 6 slalomów gigantów i 6 slalomów specjalnych) i 21 konkurencji dla mężczyzn (7 zjazdów, 7 slalomów gigantów i 7 slalomów specjalnych).
Puchar Narodów (łącznie) zdobyła reprezentacja Austrii, wyprzedzając Włochy i Szwajcarię.

## Puchar Świata w narciarstwie alpejskim kobiet
Wśród kobiet najlepszą zawodniczką okazała się Austriaczka Annemarie Moser-Pröll, która zdobyła 268 punktów, wyprzedzając swoją rodaczkę Monikę Kaserer i reprezentantkę Liechtensteinu Hanni Wenzel.
W poszczególnych klasyfikacjach tryumfowały:
- Annemarie Moser-Pröll – zjazd
- Christa Zechmeister – slalom
- Hanni Wenzel – slalom gigant

## Puchar Świata w narciarstwie alpejskim mężczyzn
Wśród mężczyzn najlepszym zawodnikiem okazał się Włoch Piero Gros, który zdobył 181 punktów, wyprzedzając swojego rodaka Gustava Thöniego i Austriaka Hansiego Hinterseera.
W poszczególnych klasyfikacjach tryumfowali:
- Roland Collombin – zjazd
- Gustav Thöni – slalom
- Piero Gros – slalom gigant

## Puchar Narodów (kobiety + mężczyźni)
- 1.  Austria – 1132 pkt
- 2.  Włochy – 751 pkt
- 3.  Szwajcaria – 478 pkt
- 4.  RFN – 427 pkt
- 5.  Francja – 237 pkt